# Chelsea Noble
Chelsea Noble (n. 4 de diciembre de 1964 en Cheektowaga, New York) es una actriz estadounidense, principalmente conocida por actuar en la serie Growing Pains haciendo el papel de Kate McDonald, compañera de teatro de Mike (Kirk Cameron, su actual cónyuge en la vida real) y por sus papeles en la serie de películas Left Behind: The Movie - Dejado atrás: La película (Desaparecidos).

## Primeros años y carrera
Nació bajo el nombre de Nancy Mueller, hija de Irene y Fred Mueller. Se graduó en la secundaria Maryvale High School y luego asistió a la SUNY Geneseo de 1983 a 1987, donde fue miembro de la fraternidad Phi Kappa Pi (Alpha Clionian) y jugó rugby femenino.
Ella sigue actuando, sobre todo en las películas cristianas con su marido, con la excepción de una aparición en un episodio de Seinfeld titulado a "The English Patient" de 1997. Noble ha interpretado el personaje de Hattie Durham en la trilogía Left Behind junto a su esposo.
También hizo varios cameos sin acreditar en películas protagonizada por Cameron como "kissing double".
Kirk Cameron se niega a besar a cualquier mujer que no sea su esposa, así que para escenas románticas la actriz jugando su interés por amor ha sido sustituida en un traje apropiado y filmada desde atrás.

## Vida privada
Conoció a quien llegara a ser su actual marido, Kirk Cameron trabajando juntos en Growing Pains, la actriz interpretó a Kate MacDonald, la novia del personaje de Cameron, Mike Seaver, los dos se casaron el 21 de julio de 1991 en Cheektowaga, Nueva York. Tienen seis hijos, cuatro de ellos adoptados: Jack, Isabella, Anna y Luke, y dos hijos biológicos: Olivia Rose y James Thomas.
Noble y su pareja pertenece a la Grace Community Church (Iglesia Cristiana Evangélica: Nuevo nacimiento (Cristianismo), Fundamentalismo cristiano, Cristianismo no denominacional (perteneciente a Alianza Evangélica Mundial)) y ambos pertenecen a la asociación llamada The Way of the Master y sólo protagoniza películas de temática religiosa. Ellos crearon la Fundación The Firefly, donde funciona el Campamento Firefly, un campamento de verano que ofrece a los niños con enfermedades terminales y sus familias vacaciones gratis durante una semana.

## Filmografía

### Películas
| Año  | Título                                                             | Papel         |
| ---- | ------------------------------------------------------------------ | ------------- |
| 1990 | Instant Karma                                                      | Penelope      |
| 1990 | The Willies                                                        | Anchor Woman  |
| 2001 | Left Behind: The Movie - Dejado atrás: La película (Desaparecidos) | Hattie Durham |
| 2002 | Left Behind II: Tribulation Force                                  | Hattie Durham |
| 2005 | Left Behind: World at War                                          | Hattie Durham |
| 2014 | Mercy Rule                                                         | Maddie Miller |

### Televisión
| Año       | Título                               | Papel                 | Notas                                            |
| --------- | ------------------------------------ | --------------------- | ------------------------------------------------ |
| 1988      | Full House                           | Samantha              | Episodios: "The Seven-Month Itch" (Partes 1 y 2) |
| 1988      | Days of Our Lives                    | Kristina Andropolous  | Serie de televisión                              |
| 1988-1989 | Who's the Boss?                      | Cynthia               | Episodios: "My Fair Tony" & "Teacher's Pet"      |
| 1989      | Cheers                               | Laurie Marlowe        | Episodio: "Send in the Crane"                    |
| 1989      | Booker                               | Taryn McKay           | Episodio: "Bête Noir"                            |
| 1989-1992 | Growing Pains                        | Kate MacDonald        | 14 episodios                                     |
| 1991      | A Little Piece of Heaven             | Carrie Lee            | Película de televisión                           |
| 1993      | Doogie Howser, M. D.                 | Rachel                | Episodio: "You've Come a Long Way, Babysitter"   |
| 1994      | Star Struck                          | Robyn Call            | Película de televisión                           |
| 1995-1996 | Kirk                                 | Elizabeth Waters      | 14 episodios                                     |
| 1997      | Seinfeld                             | Danielle              | Episodio: "The English Patient"                  |
| 1998      | You Lucky Dog                        | Alison Taylor         | Película de televisión                           |
| 2000      | The Growing Pains Movie              | Kate MacDonald-Seaver | Película de televisión                           |
| 2004      | Growing Pains: Return of the Seavers | Kate Seaver           | Película de televisión                           |